# Walter Langley

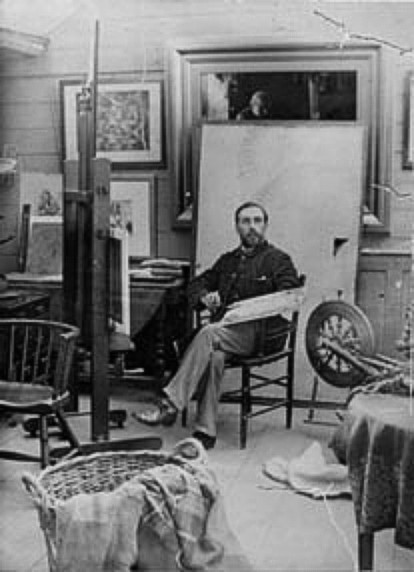
Walter Langley (1852–1922)

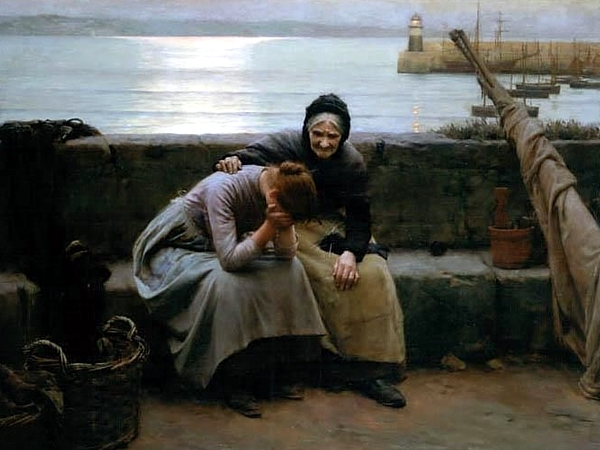
Never Morning Wore To Evening (1894)

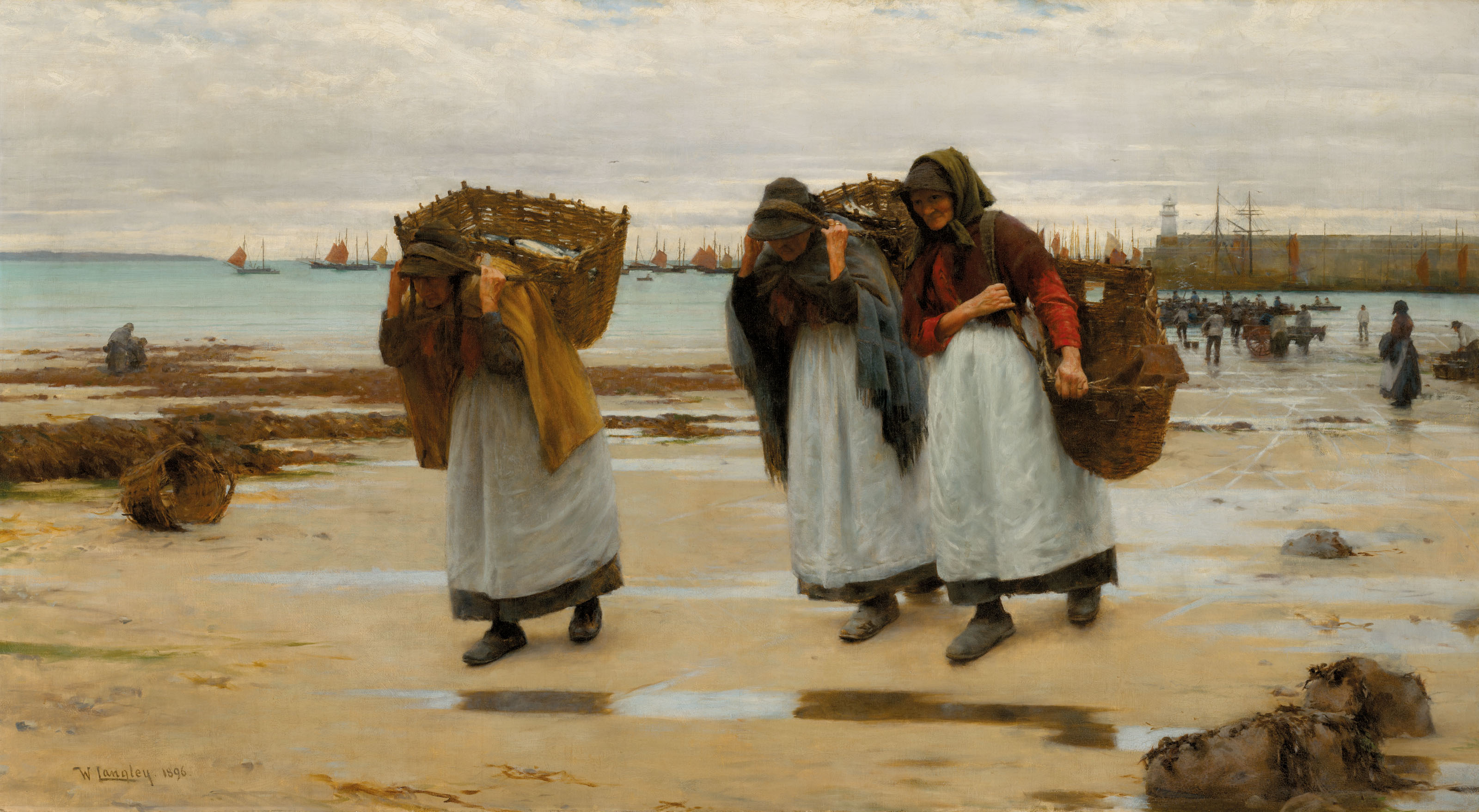
The Breadwinners (1896)

Walter Langley (* 8. Juni 1852 in Birmingham, West Midlands; † 21. März 1922 in Penzance, Cornwall) war ein britischer Maler des Spätimpressionismus und Mitbegründer der Newlyn School, einer Künstlerkolonie des späten 19. und frühen 20. Jahrhunderts.

## Leben und Werk
Langley begann seine künstlerische Laufbahn im Alter von 15 Jahren, als er bei einem Birminghamer Lithografen in die Lehre ging. Nachdem er mit 21 Jahren seine Ausbildung abgeschlossen hatte, studierte er in Kensington Design und erhielt ein Stipendium. Langley kehrte anschließend nach Birmingham zurück, um als Lithograf weiterzuarbeiten, verbrachte seine Freizeit aber schon mit intensiven Malstudien. Bald darauf gab er die Lithografie auf, um sich ganz der Malerei zu widmen. 
Langley war 1882 der erste Künstler der Gruppe, der sich in Newlyn niederließ, einem Fischerdorf in der südwestenglischen Grafschaft Cornwall. Bald darauf folgte sein Freund Edwin Harris. Zunächst profitierte Langley wenig von der wachsenden Bekanntheit der Künstlergruppe, einerseits wegen seiner einfachen Herkunft und seiner sozialistischen Gesinnung, andererseits, weil er bis 1892 meist nicht mit Ölfarben malte, sondern die Aquarellmalerei bevorzugte, die damals aber wesentlich geringer geachtet wurde. Langley betrieb vor allem Genremalerei und malte Szenen des täglichen Lebens in dem kleinen Fischerdorf. Dabei hielt er auch Unglück und Tragödien fest, die sich in dieser Zeit häufiger ereigneten, und zeigte in seinen Arbeiten große Empathie für die Nöte der Einwohner von Newlyn. 
Später wuchs Langleys Ansehen erheblich, so dass er Mitglied der Royal Society of Arts und des Royal Institute of Painters in Water Colours wurde. Eines seiner Bilder wurde 1898 von Leo Tolstoi in dessen Buch What is Art? erwähnt und dort als ein schönes und wahres Kunstwerk beschrieben. 1895 gelang ihm ein großer Erfolg, als er von den Uffizien in Florenz gebeten wurde, ein Selbstbildnis zur Medici-Sammlung von Darstellungen berühmter Maler beizusteuern. Heute wird sein Wirken als maßgebend für die Künstlervereinigung der Newlyn School angesehen. Seine Arbeit gilt neben der von Stanhope Forbes als konsequenteste im Stil und als bedeutendste in der Produktion.